# Włodzimierz Nowak (generał)
Włodzimierz Nowak (ur. 5 stycznia 1962 w Gołdapi) – generał brygady Wojska Polskiego (od 1 lipca 2016 gen. bryg. rez.).

## Życiorys
Absolwent Wojskowej Akademii Technicznej (1986) i podyplomowych studiów w zakresie organizacji i zarządzania na Politechnice Białostockiej (1997).
Służbę wojskową rozpoczął w 1986 roku jako dowódca plutonu dowodzenia w Pomorskiej Brygadzie WOP w Szczecinie. W latach 1991–1994 szef służb technicznych-zastępca dowódcy 33 Batalionu Łączności w Szczecinie. W latach 1995–2006 służył w Sztabie Generalnym WP, przechodząc kolejne szczeble od specjalisty przez starszego specjalistę, szefa oddziału, zastępcę szefa Zarządu do szefa Zarządu Łączności i Informatyki w Generalnym Zarządzie Dowodzenia i Łączności – P6. W latach 1998–2003 kierownik projektu zapewnienia łączności pomiędzy Polską i NATO na pierwszy dzień akcesji oraz przedstawiciel w Grupie Roboczej Narodowych Ekspertów Technicznych Telekomunikacji NATO.
Współtwórca systemu łączności i informatyki dla dowództwa Wielonarodowego Korpusu Północno-Wschodniego, na potrzeby ćwiczeń NATO pod kryptonim "Strong Resolve" oraz I, II, i III zmiany Wielonarodowej Dywizji Centrum-Południe w Iraku. Od września 2006 roku szef Zespołu do spraw sformowania Departamentu Informatyki MON. 11 listopada 2006 r. mianowany przez Prezydenta RP Lecha Kaczyńskiego na wniosek Ministra Obrony Narodowej Radosława Sikorskiego na stopień generała brygady i wyznaczony na stanowisko zastępcy szefa Generalnego Zarządu Dowodzenia i Łączności – P6 SG WP. Przedstawiciel Sztabu Generalnego RP w Radzie NATO ds. Konsultacji, Dowodzenia i Kierowania. 
W ramach reformy struktury organizacyjnej MON od 2 stycznia 2007 r. do września 2008 r. Dyrektor Departamentu Informatyki i Telekomunikacji MON. Od grudnia 2010 r. do czerwca 2012 r. pełnił służbę na stanowisku Dyrektora Operacyjnego NATO-wskiej agencji NCSA (NATO CIS Services Agency), gdzie  zarządzał systemem łączności i informatyki NATO włącznie z terytorium Afganistanu,  następnie po reformie struktur dowodzenia NATO, jako Zastępca Dowódcy/Szef Sztabu NATO CIS Group, SHAPE Belgia (2012-2013), organizował system łączności i informatyki NATO na potrzeby Operacji Ellamy a później na pograniczu turecko–syryjskim na potrzeby NATO-wskich baterii Patriot. 
Po powrocie ze służby w strukturach NATO objął w MON stanowisko Dyrektora Departamentu Polityki Zbrojeniowej, gdzie opracował rządowy program Wsparcia Bezpieczeństwa w Regionie (Regional Support Assistance Program - ReSAP). Od grudnia 2015 r. do marca 2016 r. był doradcą Ministra Cyfryzacji do spraw cyberbezpieczeństwa. Od kwietnia do końca czerwca pełnił funkcję pełnomocnika Ministra Cyfryzacji do spraw cyberbezpieczeństwa. 30 czerwca 2016 r. zakończył zawodową służbę wojskową. Od 1 lipca 2016 r. pełnił funkcję pełnomocnika Ministra Cyfryzacji do spraw cyberbezpieczeństwa jako dyrektor Departamentu Cyberbezpieczeństwa w Ministerstwie Cyfryzacji. 8 listopada 2016 r. złożył rezygnację z tej funkcji uzasadniając to powodami prywatnymi.
Od 1 kwietnia 2017 jest członkiem zarządu T-Mobile Polska - odpowiada za sprawy prawne, zarządzanie zgodnością (compliance) i bezpieczeństwo.

## Nagrody i odznaczenia
- W 2006 roku wyróżniony wpisem do Księgi Honorowej Ministra Obrony Narodowej.